# María Pym
María Trovaya Pym es un personaje ficticio que aparece en los cómics estadounidenses publicados por Marvel Comics, representada como la primera esposa de Hank Pym y la madre de Nadia Van Dyne. Después de ser inicialmente cautiva en la Habitación Roja y asesinada, ella es resucitada por A.I.M. y la transforma en un ser casi idéntico en apariencia a M.O.D.O.K. llamado S.O.D.A.M. (y más tarde M.O.D.A.M.).

## Historial de publicaciones
María Trovaya Pym debutó en Tales to Astonish #44 (trama de Stan Lee, guion de H. E. Huntley y dibujo de Jack Kirby, junio de 1963) como la fallecida esposa de Henry "Hank" Pym, quien sería su futura socia y segunda esposa, Janet "La Avispa" van Dyne se parece. Apareció por primera vez en The West Coast Avengers vol. 2 #36 como agente de A.I.M., creado por Steve Englehart y Al Milgrom, en Solo Avengers #16 como SODAM, creado por Tom DeFalco con Milgrom y Quasar #9 como MODAM, creado por Mark Gruenwald y Mike Manle. Una María Trovaya más joven aparece en flashbacks a lo largo de The Unstoppable Wasp, protagonizada por la hija del personaje, Nadia y creada por Mark Waid y Alan Davis, de forma recurrente.

## Biografía ficticia
María Trovaya nació como hija del Dr. Janos Trovaya, un genetista y entomólogo húngaro, ambos prisioneros políticos en su Hungría natal antes de lograr escapar a los Estados Unidos de América, donde su padre comenzó a trabajar para el gobierno de los Estados Unidos. Al conocer a Hank Pym, María se enamoró de él y la pareja se casó, regresando a la Hungría natal de María para su luna de miel, describiendo la pereza de Hank como signos de que él "no era una hormiga trabajadora" e inculcándole el interés por las hormigas que finalmente lo lleva a convertirse en Ant-Man.

### Secuestro, embarazo y muerte
Mientras está en Hungría, María es secuestrada por agentes comunistas ante los ojos de Hank; Después de informar del secuestro de María a la embajada estadounidense en Hungría, se informa a Hank que su cadáver había sido descubierto, junto con una nota que afirma que eso es lo que les sucede a las personas que intentan escapar de detrás de la Cortina de Hierro. Ese mismo día, Hank se entera de que el padre de María murió en una explosión de laboratorio al mismo tiempo que María. Hank, que jura vengarse de cualquiera involucrado en el asesinato de María, causa estragos en toda Hungría y es encarcelado por agresión, al no haber podido encontrar a los asesinos de María.
Al borde de un completo colapso mental y físico, Hank es liberado por la embajada estadounidense y dispuesto a regresar a los Estados Unidos. Sin que Hank lo supiera, María permaneció viva como prisionera de la Habitación Roja antes de dar a luz a una hija, Nadia, que posteriormente fue criada para convertirse en una potencial Viuda Negra, y finalmente se convirtió en una nueva Avispa al escapar de la Habitación Roja y viajar a Estados Unidos, donde más tarde es adoptada formalmente por la exesposa de Hank y Avispa original, Janet van Dyne, con quien Hank afirmó haberse casado solo después de la muerte de María debido a su parecido físico con ella.

### Resurrección y mutación en MODAM
Después de resucitar a María, A.I.M. la mutó en una criatura de cabeza grande similar a MODOK antes de enviarla a Pym en la sede de los Vengadores de la Costa Oeste. Pym la acogió, buscando curar su condición, pero habiendo sido programada como espía, ella le robó archivos y regresó a AIM. Allí, fue mutada aún más en un ser casi idéntico en apariencia a MODOK llamado SODAM (Specialized Organism Designed for Aggressive Maneuvers). En esta nueva forma, ella se opuso a Hawkeye y al Dr. Pym, quienes identificaron lo que quedaba de María dentro de ella como muerta. Su nombre en clave fue cambiado más tarde a MODAM (Mental Organism Designed for Aggressive Maneuvers). Su primera tarea como MODAM fue adquirir las bandas cuánticas de Quasar. MODAM apareció más tarde como uno de los Femizons de Superia.
Omega Rojo creía que MODAM no era María Trovaya, sino Olinka Barankova, una mujer que una vez había traicionado al mercenario. Sin embargo, la propia MODAM afirmó que "los archivos del personal de AIM se falsifican habitualmente" y reveló que ella es, de hecho, la verdadera María Trovaya. Posteriormente, María desaparece cuando AIM la envía para intentar arreglar una brecha en la realidad causada por una versión defectuosa del Cubo Cósmico, y el chasis de su cuerpo luego fue encontrado y exhibido en la sede de HYDRA por Red Skull.

## Poderes y habilidades
Como MODAM, María obtuvo el poder mediante la aceleración artificial del crecimiento de su tejido cerebral mediante sustancias químicas mutagénicas y radiación, además de implantes cibernéticos. Como resultado, posee un intelecto sobrehumano y la capacidad de proyectar fuerza psiónica para una serie de efectos, que incluyen: energía de conmoción cerebral, generación de calor y campos protectores. También posee telepatía limitada e imposición de su voluntad sobre los demás. La diadema de MODAM contiene equipo que la ayuda a concentrar sus poderes psiónicos.
MODAM está permanentemente encerrado dentro de un caparazón exoesquelético de maquinaria de soporte vital que aumenta su musculatura, proporciona movilidad y realiza diversas funciones corporales. Los sensores equipados en todo el exoesqueleto monitorean tanto las funciones de su cuerpo como las funciones mecánicas del sistema y transmiten estos datos telemétricamente a A.I.M. sede. De este modo, controlan tanto su nivel de azúcar en sangre como su nivel de combustible para cohetes. MODAM está equipado con dos brazos telescópicos en forma de tentáculos dentro de los cuales caben sus propios brazos. Cada uno termina en una "mano" puntiaguda. El alargamiento máximo de estos brazos es de 4,6 m (15 pies). La "silla flotante" de MODAM contiene generadores antigravedad que le permiten flotar y propulsores de cohetes alimentados químicamente para impulsarla. La musculatura de MODAM está atrofiada (al menos proporcionalmente) mientras que su cabeza ha aumentado de tamaño; por lo tanto, depende físicamente del exoesqueleto que le proporciona su silla flotante para apoyo físico y movimiento.